# Guido Romanelli
Guido Romanelli (Siena, 1876. március 15. – San Vito al Torre, 1973) olasz alezredes, aki szembeszállt a Tanácsköztársasággal és magyarországi humanitárius tevékenységéről volt ismert a két világháború közötti időszakban.

## Életpályája
Tizenkét évesen került a Római Katonai Kollégiumba. A katonai Akadémiát Torinóban, hadnagyként fejezte be, 1896-ban. 1897-től néhány évre elhagyta az olasz királyi haderőt, így csak 1905-ben, visszatértekor léptették elő századossá. 1911-ben harcolt Líbiában, majd az első világháborúban újra Afrikában. 1915-ben őrnaggyá, majd 1917-ben alezredessé léptették elő. 1916-ban megkapta a Savoyai Katona Érdemrend Lovagkeresztjét. Ennek köszönhetően 1919-ben a hivatalos iratokban a neve mellett már szerepel az Olaszországban ma is használatos lovag (cavaliere) cím.
1919. május 6-án – társadalomtudományi és gyarmatügyi diplomája, francia, angol és német nyelvtudása okán – Bécsbe, a Szövetséges Olasz Fegyverszüneti Misszióba vezényelték. Május 12-én Budapestre delegálták az olasz misszió budapesti parancsnokaként, mert Olaszország a háború utáni Magyarországot a saját érdekei szempontjából fontos területnek tekintette.

## Magyarországi tevékenysége a két világháború között
Romanelli a Tanácsköztársaság idején érkezett a magyar fővárosba, bár szerinte a fegyverszünet ellenőrzése a „bolsevik Budapesten” tökéletesen értelmetlennek tűnt. Ettől függetlenül gyorsan kiépítette kapcsolatait a már gyengülő tanácshatalom képviselőivel, Kun Bélával is tárgyalt több alkalommal, de jó kapcsolatokat épített ki a kommün ellenzékével is.  Gyorsan megértette a magyar szempontokat is, de természetesen hazája érdekeit képviselte. Segítette, szervezte a Magyarországon élő olaszok vagyonukkal együtt történő hazatérését, a hadifoglyok és menekültek utazását, élelmiszer-segélyezést szervezett. Romanelli gyorsan népszerű lett Budapesten. Szenvedő, üldözött, veszélybe került embereket mentett: katonákat, arisztokratákat, egyházi személyeket, ellenzéki, vagy egyszerűen csak éhező embereket. Humanitárius tevékenysége csúcsának az 1919. június 24-én kitört, a magyar proletárdiktatúra ellen szervezett, gyorsan elfojtott felkelés résztvevőinek, köztük a Ludovika Akadémia növendékeinek és parancsnokainak a megmentését tekintik. A Tanácsköztársaság bukása után – egy előzetes olasz–magyar megállapodás értelmében – ő menekítette Ausztriába a népbiztosok családtagjait, sőt néhány népbiztost, de fellépett a börtönbe került kommunisták fogva tartása körülményeinek javításáért is. Romanellit a szolidaritás vezényelte; kemény volt, de diplomatikus. Misszióját egészen novemberig, magyarországi tartózkodása utolsó napjáig folytatta.
Közreműködött a Peidl-kormány létrejöttében, s mint az antant egyedüli magyarországi képviselője mindent megpróbált, hogy megállítsák a román csapatok előretörését, és hogy angolszász, francia és olasz zászlóaljak szállják meg a háború, a diktatúra miatt éhező, nélkülöző Budapestet. 1919. november 16-án visszarendelték Olaszországba.
A két világháború közötti időszakban az alezredes rendkívül népszerű volt Magyarországon, de 1945 után neve és a Tanácsköztársaság időszakában folytatott humanitárius tevékenysége fokozatosan feledésbe merült. 1938-tól 1943-ig mint a Magyar–Olasz Bank elnöke még visszatért Budapestre. Utolsó útja is magyarbarátsága megható bizonysága: koporsóját a temetési szertartás alatt a Ludovika zászlója fedte.

## Emlékezete
„A budapestiek kényszerű hazatérése előtt négy nappal, 1919. november 12-én egy operaházi ünnepségen szerették volna búcsúztatni a »hős alezredest«. Az olasz misszió vezetőjének tiltakozása miatt az ünnepség akkor elmaradt. Három év múlva azonban mégis megrendezték. 1922 novemberében a Parlament kupolacsarnokában Romanelli két mellszobrot (Strobl Alajos alkotásait), egy ékkövekkel kirakott díszkardot, egy festményt (Erdey Sándor művét), nyolc piros-fehér-zöld szalagos bronzérmet vehetett át. (A díszkard ma is megtekinthető Rómában az Olasz Egység Múzeumában.) A budapesti olasz követség bankettel, az Operaház díszelőadással ünnepelte (mindkét helyszínt kitüntette jelenlétével az ország akkori első embere, Horthy Miklós kormányzó is). Nem sokkal ezután utcát neveztek el róla. Néhány évvel később (1929-ben) a Ludovika falán emléktáblát avattak a tiszteletére (Sződy Szilárd domborműve díszíti). 
A háború után egyik szobrát a Sztálin-szoborba olvasztották, a másik a rendszerváltásig porosodott a Magyar Nemzeti Galéria raktárában, s a festménynek ugyanez a sors jutott a Hadtörténeti Múzeuméban. A Ludovika Akadémiával együtt a dombormű is az idők ködébe veszett, és a (VIII. kerületi Illés-kút nevét újra viselő – forrás: Budapest lexikon, AK, 1993) Illés utca mai lakói is bizonyára nagyon elcsodálkoznának, ha valaki arra járva a Romanelli utca iránt érdeklődne.”
2000-ben domborművet avattak tiszteletére a Zrínyi Miklós Nemzetvédelmi Egyetemen, majd néhány évvel később szobrát ismét felállították.

## Művei magyarul
- Küldetésem Magyarországon a Tanácsköztársaság és a román katonai megszállás idején, 1919. május – november; ford. Róth Márton, Pálmai Nóra, ... Mátyás Dénes, előszó, jegyz. Csorba László; Ludovika Egyetemi Kiadó, Budapest, 2022